# Trilby
Trilby är en roman från 1894 av den engelske författaren George du Maurier. Den utspelar sig bland konstnärsbohemer i 1850-talets Paris och kretsar kring Trilby O'Ferrall, en tondöv kvinna som genom hypnos blir en briljant sångerska.
Romanen gick som följetong i Harper's Magazine 1894 och gavs ut som bok året därpå. Den gavs ut på svenska 1895 i översättning av Tom Wilson.
Boken blev en stor försäljningsframgång och kom att göra avtryck i kulturen. Den har bearbetats för scen och film flera gånger.

## Eftermäle
Trilby bidrog till att popularisera bilden av det bohemiska Paris.
Romanens figur Svengali, en skrupelfri judisk musiker och hypnotisör, blev ikonisk som antisemitisk nidbild. Du Maurier ställde juden som bohemernas ärkefiende, eftersom han såg judisk och bohemisk livsstil som näraliggande varandra, och därför såg antisemitism som ett nödvändigt inslag för att den romantiska synen på bohemlivet skulle kunna leva vidare.
Romanen har dramatiserats flera gånger. I en scenuppsättning i London bar huvudrollsinnehaverskan en distinkt hatt med smala brätten. Hatten blev känd som en trilbyhatt och blev under en tid på modet.
Trilby var även en viktig inspirationskälla för Gaston Lerouxs roman Fantomen på Operan, utgiven 1910.

## Filmatiseringar

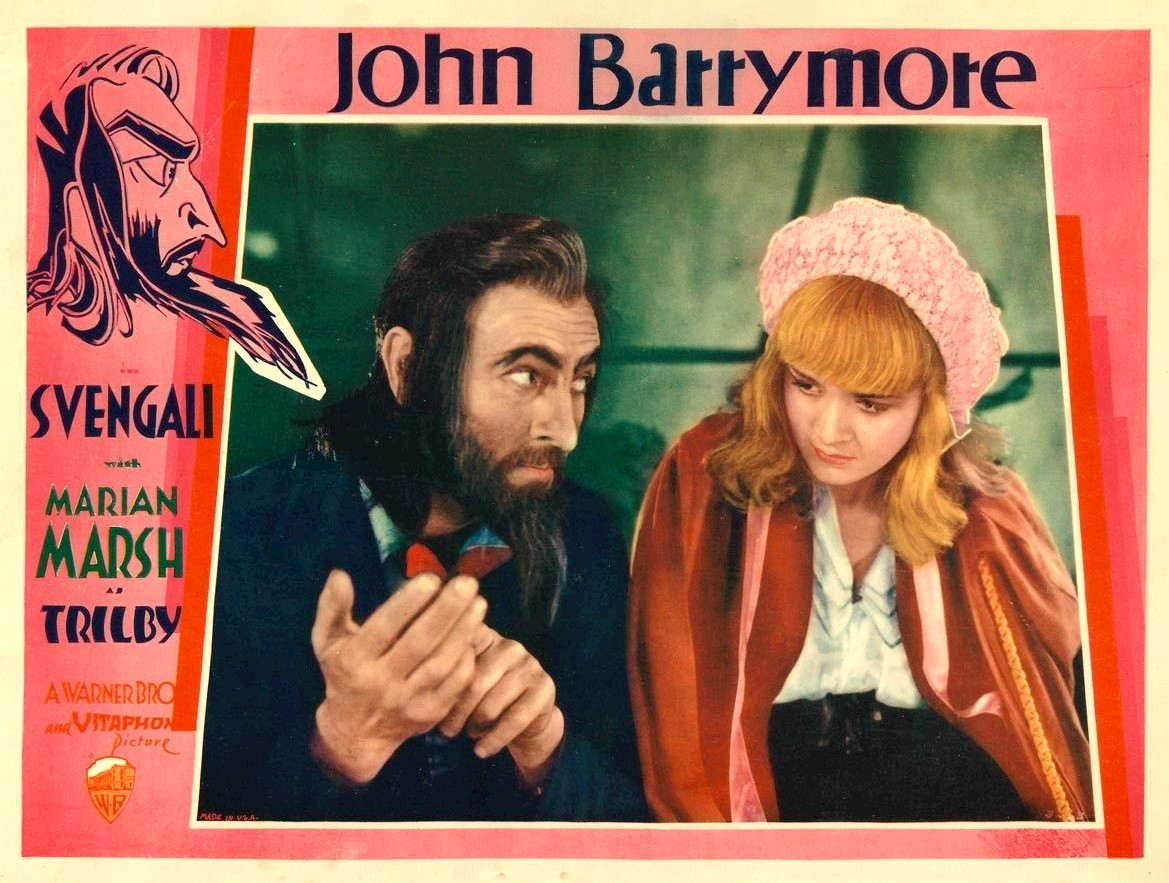
Affisch för 1931 års filmatisering

- Trilby (1914), en brittisk film med Viva Birkett och Herbert Beerbohm Tree, regi av Harold M. Shaw
- Trilby (1915), en amerikansk film med Clara Kimball Young och Wilton Lackaye, regi av Maurice Tourneur
- Trilby (1923), en amerikansk film med Andree Lafayette, Arthur Edmund Carewe och Creighton Hale
- Svengali (1927), en tysk film med Paul Wegener
- Svengali (1931), en amerikansk film med John Barrymore och Marian Marsh
- Svengali (1954), en brittisk film med Donald Wolfit
- Svengali (1983), en amerikansk TV-film med Peter O’Toole och Jodie Foster